# مارغوت بوتسفورد
مارغوت بوتسفورد (بالإنجليزية: Margot Botsford)‏ هي قاضية ومحامية أمريكية، ولدت في 16 مارس 1947 في نيويورك في الولايات المتحدة.

## وصلات خارجية
- مارغوت بوتسفورد على موقع إن إن دي بي (الإنجليزية)